# KFC Heist
Koninklijke Footbalclub Heist (KFC Heist) is een Belgische voetbalclub uit Heist. De club is aangesloten bij de KBVB met stamnummer 4465.

## Resultaten
| Seizoen | Klasse | Klasse | Klasse | Klasse | Klasse | Klasse | Klasse | Klasse | Klasse | Reeks                | Punten                                                   | Opmerkingen                                              |
|         | I      | I      | II     | III    | IV     | P.I    | P.II   | P.III  | P.IV   |                      |                                                          |                                                          |
| ------- | ------ | ------ | ------ | ------ | ------ | ------ | ------ | ------ | ------ | -------------------- | -------------------------------------------------------- | -------------------------------------------------------- |
| 2012/13 |        |        |        |        |        |        |        | 1      |        | Derde prov. W-Vl     | 67                                                       |                                                          |
| 2013/14 |        |        |        |        |        |        | 10     |        |        | Tweede prov. W-Vl    | 42                                                       |                                                          |
| 2014/15 |        |        |        |        |        |        | 9      |        |        | Tweede prov. W-Vl    | 42                                                       |                                                          |
| 2015/16 |        |        |        |        |        |        | 8      |        |        | Tweede prov. W-Vl    | 38                                                       |                                                          |
|         | 1A     | 1B     | 1Am    | 2Am    | 3Am    | P.I    | P.II   | P.III  | P.IV   |                      | Vanaf 2016-17 zijn er 3 nationale en 2 regionale niveaus | Vanaf 2016-17 zijn er 3 nationale en 2 regionale niveaus |
| 2016/17 |        |        |        |        |        |        | 8      |        |        | Tweede prov. W-Vl    | 41                                                       |                                                          |
| 2017/18 |        |        |        |        |        |        | 10     |        |        | Tweede prov. W-Vl    | 39                                                       |                                                          |
| 2018/19 |        |        |        |        |        |        | 3      |        |        | Tweede prov. W-Vl    | 59                                                       |                                                          |
| 2019/20 |        |        |        |        |        |        | 9      |        |        | Tweede prov. W-Vl    | 31                                                       | Vroegtijdig stopgezet wegens de coronacrisis             |
| 2020/21 |        |        |        |        |        |        | -      |        |        | Tweede prov. W-Vl    | -                                                        | Competitie geschrapt wegens de coronacrisis              |
| 2021/22 |        |        |        |        |        |        | 4      |        |        | Tweede prov. W-Vl A  | 45                                                       |                                                          |
| 2022/23 |        |        |        |        |        |        | 8      |        |        | Tweede prov. W-Vl B  | 42                                                       |                                                          |
| 2023/24 |        |        |        |        |        |        | 6      |        |        | Tweede prov. W-Vl A  | 47                                                       |                                                          |
| 2024/25 |        |        |        |        |        |        | 5      |        |        | Tweede prov. W-Vl. A | 47                                                       |                                                          |
| 2025/26 |        |        |        |        |        |        |        |        |        | Eerste prov. W.-Vl.  |                                                          |                                                          |

## Bekende (ex-)trainers
- Robert Deurwaerder